# Walter Klier
Walter Klier (* 1955 in Innsbruck) ist ein österreichischer Schriftsteller, Kritiker, Herausgeber und Autor von Berg- und Wanderführern.

## Leben
Walter Klier lebt in Innsbruck und ist der Sohn des Publizisten und Schriftstellers Heinrich Klier und von Henriette Klier. Gemeinsam mit seinen Eltern hat er einige Wanderführer geschrieben.
Klier war von 1980 bis 1984 Mitherausgeber der satirischen Zeitschrift „Luftballon“ und von 1989 bis 1997 Mitherausgeber der Kulturzeitschrift Gegenwart (Innsbruck). Unter dem Pseudonym Luciana Glaser publizierte er 1990 gemeinsam mit Stefanie Holzer die Erzählung „Winterende“. Publizistisch trat er auch als Literaturkritiker in der Feuilletonbeilage „extra“ der Wiener Zeitung und als Kolumnist der Tiroler Tageszeitung hervor.
Klier befasst sich seit geraumer Zeit mit der Frage der Urheberschaft der Werke Shakespeares. In seinem Buch Der Fall Shakespeare vertritt er die Auffassung, dass Edward de Vere, 17. Earl of Oxford, der wahre Autor des Shakespeare-Kanons war.

## Auszeichnungen
- 1984 Kunstpreis der Stadt Innsbruck 3. Preis für Erzählende Dichtung
- 1988 las er auf dem Wettbewerb um den Ingeborg-Bachmann-Preis
- 2012 Otto-Grünmandl-Literaturpreis

## Literarische Werke
- Flaschenpost. Roman, München 1983
- Die Anfänger. Erzählung, München 1985
- Katarina Mueller. Biographie. Innsbruck 1989
- Kaufhaus Eden und andere Prosa. Salzburg 1990
- Winterende. Erzählung (mit Stefanie Holzer). Wien, Darmstadt: Zsolnay, 1990
- Aufrührer. Roman. Wien 1991
- Das Shakespeare-Komplott. Essay. Göttingen 1994
- Es ist ein gutes Land. Essay. Wien 1995
- Grüne Zeiten. Roman. Wien 1998
- Innsbruck. mit Franco Coccagna. Essay. Innsbruck 1999
- Hotel Bayer, Eine Geschichte aus dem zwanzigsten Jahrhundert. Innsbruck 2003
- Der Fall Shakespeare. (Erweiterte Fassung von Shakespeare-Komplott). Buchholz in der Nordheide 2004
- Meine konspirative Kindheit und andere wahre Geschichten. Innsbruck 2005
- Leutnant Pepi zieht in den Krieg. Roman. Hohenems 2008

## Alpinistische Werke
- Alpenvereinsführer Zillertaler Alpen, Bergverlag Rother, München, 11. Auflage 1996  ISBN 978-3-7633-1269-6
- Alpenvereinsführer alpin Karwendel, Bergverlag Rother, München, 15. Auflage 2005, ISBN 978-3-7633-1121-7
- Alpenvereinsführer Ötztaler Alpen, Bergverlag Rother, München, 14. Auflage 2006, ISBN 978-3-7633-1123-1
- Alpenvereinsführer alpin Stubaier Alpen, Bergverlag Rother, München, 13. Auflage 2006, ISBN 978-3-7633-1271-9
- Wanderführer Ötztal, Bergverlag Rother, München, 4. Auflage 2007, ISBN 978-3-7633-4094-1
- Wanderführer Pitztal – mit Imst und Umgebung, Bergverlag Rother, München, 2. Auflage 2002, ISBN 978-3-7633-4058-3
- Wanderführer Rund um Innsbruck – Karwendel – Sellrain – Tuxer Alpen, Bergverlag Rother, München, 2. Auflage 2002, ISBN 978-3-7633-4058-3
- Wanderführer Rund um Sterzing – Wipptal: Vom Brenner bis Brixen, Bergverlag Rother, München, 1. Auflage 1999, ISBN 978-3-7633-4167-2
- Wanderführer Stubai – Wipptal – mit Gschnitz, Obernberg, Navis, Schmirn und Vals, Bergverlag Rother, München, 3. Auflage 2003, ISBN 978-3-7633-4172-6
- Wanderführer Zillertal – mit Gerlos- und Tuxer Tal, Bergverlag Rother, München, 5. Auflage 2002, ISBN 978-3-7633-4175-7

## Herausgeberschaft
- Paul Fröhlich, Vermischte Erinnerung (1988)